# 북부주 (레바논)
북부주(아랍어: الشمال)는 레바논 북부에 위치한 주로, 주도는 트리폴리이며 인구는 807,204명, 면적은 2,024.8km2이다. 동쪽으로는 레바논산맥, 서쪽으로는 지중해와 접하고 있기 때문에 온난한 기후를 띤다. 고대 페니키아인이 처음 거주한 이래 여러 민족의 정복을 받았으며 수많은 유적들이 이 곳에 남아 있다.